# لابوت
لابوت (به لاتین: Laboot) یک منطقهٔ مسکونی در کنیا است که در شهرستان بونگوما واقع شده‌است. لابوت ۳۸۳ نفر جمعیت دارد و ۳٬۱۶۶٫۰ متر بالاتر از سطح دریا واقع شده‌است.